# Leposoma osvaldoi
Leposoma osvaldoi là một loài thằn lằn trong họ Gymnophthalmidae. Loài này được Avila-Pires miêu tả khoa học đầu tiên năm 1995.